# توماس أندرسون (سياسي)
توماس أندرسون (بالإنجليزية: Thomas Anderson)‏ هو سياسي أمريكي، ولد في 8 مايو 1933. حزبياً، نشط في الحزب الجمهوري. وقد انتخب عضو مجلس نواب نيومكسيكو.